# Георгієвський Віктор Петрович
Ві́ктор Петро́вич Георгіє́вський (нар. 23 червня 1937, м. Артемівськ (зараз Бахмут) Донецької області — 20 січня 2018, м. Харків) — провізор, доктор фармацевтичних наук (1981), професор (1983), член-кореспондент НАНУ (2003) , академік Інженерної академії України (1992), академік Міжнародної інженерної академії (1995), дійсний член Нью-Йоркської академії наук (1997), заслужений діяч науки і техніки УРСР (1991), кращий винахідник НАНУ (2002), лауреат Всеукраїнського конкурсу «Ділова людина України» (2001, 2004), головний науковий співробітник ДП «ДНЦЛЗ» (з 2008) та ДП «Науково-експертний фармакопейний центр» МОЗ України (з 2006) .

## Біографія
Народився Віктор Петрович 23 червня 1937 р. у м. Артемівськ (зараз Бахмут) Донецької області. З 1954 по 1957 р. навчався на військовому факультеті у складі Харківського фармацевтичного інституту, потім продовжив навчання в 1-му Московському медичному інституті ім. Сеченова, який закінчив у 1959 р.
Свою трудову діяльність він почав у 1958 р. з посади хіміка-лаборанта, поступово просуваючись кар’єрними сходами до завідуючого лабораторією і відділом вивчення якості Всесоюзного науково-дослідного інституту хімії і технології лікарських засобів (1971 р.) і директора цього інституту (1989 р.) .
З 1989 по 2008 рік Віктор Петрович очолював провідний науковий заклад фармацевтичної галузі – Державний науковий центр лікарських засобів (ДНЦЛЗ), був головою спеціалізованої наукової ради при ДНЦЛЗ (1990-2007 рр.) з захисту дисертацій на здобування вчених ступенів кандидата і доктора фармацевтичних наук.
Саме завдяки працям В. П. Георгієвского на базі ДНЦЛЗ була створена найбільша в Україні та пострадянському просторі школа фармацевтичного аналізу і стандартизації лікарських засобів. Під його науковим керівництвом, на основі власних фундаментальних і прикладних досліджень, була організована система стандартизації виробництва і якості лікарських засобів в Україні. За його активної участі в 1992 році на базі ДНЦЛЗ була створена незалежна структура – ДП «Український науковий фармакопейний центр якості лікарських засобів», як практичне втілення дієвої системи контролю якості лікарських засобів і процедури їх реєстрації.
Практичні наукові дослідження, які проводились колективами ДНЦЛЗ і фармакопейного центру, дозволили розробити та реалізувати важливу національну програму по створенню і виробництву вітчизняних препаратів-генериків, а також оригінальних лікарських засобів. Так, безпосередньо під керівництвом В. П. Георгієвского протягом 1992-2006 років спеціалістами ДНЦЛЗ розроблено 178 генеричних та 63 оригінальних препаратів. Сам Віктор Петрович є автором більше 90 лікарських засобів.
В 1998 році за ініціативи і під керівництвом В. П. Георгієвського працівниками фармакопейного центру була розпочата робота над створенням Державної Фармакопеї України (ДФУ), яка стала першою національною фармакопеєю незалежної України і першою фармакопеєю на пострадянському просторі .
Українська фармакопея гармонізована з європейською, що є однією з умов інтеграції країни до європейського співтовариства. Після створення національної фармакопеї фармацевтична промисловість почала більш успішно завойовувати ринки як в Україні, так і за кордоном .
За період 2001-2016 років працівниками фармакопейного центру та за участі інших вітчизняних спеціалістів було розроблено та видано п’ять томів першого та три томи другого видань ДФУ. Окрім того, створення ДФУ, гармонізованої з Європейською фармакопєю, дозволило Україні стати повноправним членом світового фармацевтичного суспільства, свідченням чого є членство Держлікслужби у PIC/S.
Також зусиллями В. П. Георгієвского була створена перша в Україні Державна лабораторія контролю якості лікарських засобів, яка залишається провідною профільною вітчизняною установою.
Ще одним дітищем видатного українського вченого є науковий журнал «Фармаком», головним редактором якого Віктор Петрович залишався до останнього часу.
В. П. Георгієвский зміг об’єднати кабінетну науку з практикою, внести свій вагомий внесок в становлення і розвиток фармацевтичної промисловості незалежної України, стати одним з фундаторів національної системи контролю якості лікарських засобів, привести цю систему у відповідність з європейськими стандартами.
В творчому активі Віктора Петровича більше 600 наукових публікацій, 120 авторських свідоцтв і патентів, 12 монографій і 230 аналітичних нормативних документи на лікарські засоби. Під його керівництвом захищено 20 кандидатських і 12 докторських дисертацій.
Багатолітня наукова, виробнича і громадська діяльність вченого отримала заслужену високу оцінку та всесвітнє визнання:
– в 1964 році В. П. Георгієвский захистив кандидатську, а в 1980 році – докторську дисертації;
– в 1982 році став академіком Українського республіканського відділення Інженерної академії СРСР (зараз – Інженерна академія України);
– в 1983 році Віктор Петрович отримав наукове звання професора;
– в 1995 році В. П. Георгієвский став академіком Міжнародної інженерної академії;
– в 2003 році його було обрано членом-кореспондентом Національної академії наук України .
У 2012 році на одній із кафедр Національного технічного університету «Харківський політехнічний інститут» - «Кафедра біотехнології та аналітичної хімії» була акредитована друга спеціальність «Фармацевтична біотехнологія», і студентам починав викладати: Георгієвський Віктор Петрович .
Напрями наукових досліджень:
- розроблення фундаментальних питань хіміко-фармацевтичного аналізу БАР вихідної сировини і ЛП;
- аналітичне забезпечення технологічних досліджень ЛП та їх стандартизація;
- розроблення загальної концепції та перших програм створення ЛП в Україні, затверджених постановами КМУ від 08.10.1992 р. № 573 та від 02.11.2006 р. № 1538.

Наукові здобутки:
- впровадження методу титрування в неводних середовищах у фармацевтичний аналіз;
- оптимізація умов хроматографування у рідинній хроматографії із багатокомпонентними рухомими фазами та газохроматографічного кількісного аналізу;
- спектрофотометричне дослідження багатокомпонентних ЛП;
- заснування системи стандартизації ЛП;
- створення школи стандартизації та контролю їх якості;
- розроблення пакета нормативних документів з регламентації якості ліків;
- першої ДФУ, гармонізованої з Європейською Фармакопеєю;
- розроблення особисто і за його участю понад 75 ЛП (глутаргін, рутес, кратал, диклоцин, фламін, алантон, ліквіритон, інгаліпт, феростат, ферамін-віта, флаванабол, фладекс, фітоліт, тіотриазолін, титріол та ін.);
- під його керівництвом розроблено НТД та впроваджено у виробництво 126 препаратів-генериків [2].

Поховано 23 січня 2018 р. на Слобожанському кладовищі (Меморіальний комплекс «Слобожанський») м. Харкова .
Ім’я Віктора Петровича як видатного вченого внесено до реєстру кращих вчених світу, а його життєвий шлях є достойним прикладом для теперішнього і майбутніх поколінь науковців .

## Нагороди та відзнаки
За наукові досягнення В.П. Георгієвского було нагороджено урядовими нагородами:
– медаллю «За доблесну працю. На честь 100-річчя з дня народження В.І. Леніна» (1970);
– медаллю «За трудову доблесть» (1981);
– медаллю «Ветеран праці» (1985);
– орденами України «За заслуги» ІІІ (1997) і ІІ (2002) ступенів.
За високі досягнення і заслуги перед українським народом і Українською православною церквою В. П. Георгієвский був нагороджений орденами Святого князя Володимира IV ступеню (2001) і Святого Дмитра Солунського IV ступеню (2002).
Віктор Петрович був визнаний кращим дослідником Національної академії наук України (1999); кращим вченим Фармацевтичної асоціації України (2000); лауреатом Всеукраїнського конкурсу «Ділова людина України» (2000, 2004).
В. П. Георгієвский – заслужений діяч науки і техніки України; володар звання кращого винахідника НАН України, почесних грамот і подяк від Уряду України, Харківської міської і обласної рад.
Його досягнення відмічені європейською спільнотою в унікальному збірнику «The Europe 500. Leaders for Now Century» видавництва «Who’s Who» (Великобританія). Замітка про В. П. Георгієвского опублікована в міжнародному енциклопедичному довіднику «Dictionary of the European Biography» (1999). Також Віктор Георгієвский – номінант низки престижних національних інформаційно-біографічних видань.
У 2017 р. В. П. Георгієвский був удостоєний Міжнародної нагороди в області наукових досліджень Сократівського номінаційного комітету (Оксфорд, Великобританія) «The Name in Science» («Ім’я в науці») за внесок в інтелектуальний розвиток сучасного світу. Ім’я видатного нашого співвітчизника було внесено в реєстр кращих вчених світу, його шлях до світового визнання – достойний приклад для теперішнього і майбутніх поколінь науковців .